# Ted Chapman
Hon. William Edwin „Ted“ Chapman (* 16. Dezember 1933 in Kingscote, South Australia; † 25. Juli 2005 in South Australia) war ein australischer Politiker der Liberal and Country League (LCL) und später der Liberal Party, der zwischen 1973 und 1992 Mitglied des South Australian House of Assembly sowie zeitweise Minister war. 

## Leben
William Edwin „Ted“ Chapman, Sohn von Ross Chapman und dessen Ehefrau Gladys Dayman Chapman, betrieb einen Technikhandel für Trockenfeldbau. Bei der Wahl am 10. März 1973 wurde er für die Liberal and Country League (LCL) als Nachfolger seines Parteifreundes David Brookman im Wahlkreis Alexandra erstmals zum Mitglied der South Australian House of Assembly gewählt, des Unterhauses des Parlaments von South Australia, wobei er seit dem 22. Juli 1974 der aus der LCL hervorgegangenen Liberal Party angehörte. Er vertrat diesen Wahlkreis bis zu seinem Mandatsverzicht am 11. März 1992, woraufhin die dadurch erforderliche Nachwahl (By-election) am 9. Mai 1992 von seinem Parteifreund und späteren Premier Dean Brown gewonnen wurde. Zu Beginn seiner langjährigen Parlamentszugehörigkeit war er unter anderem zwischen dem 5. August 1975 und dem 5. September 1977 Mitglied des Ausschusses für öffentliche Finanzen (Public Accounts Committee) sowie vom 11. September 1975 bis zum 18. September 1979 des Parlamentarischen Ausschusses für Landbesiedlung (Parliamentary Committee on Land Settlement).
Nach dem Sieg der Liberal Party bei der Wahl am 15. September 1979 wurde Chapman am 18. September 1979 in die Regierung von Premier David Tonkin berufen und fungierte in dieser bis zum 10. November 1982 zeitgleich als Landwirtschaftsminister (Minister of Agriculture) und Forstminister (Minister of Forests). Am 13. Januar 1983 wurde ihm der Höflichkeitstitel The Honourable verliehen. Nach seinem Ausscheiden aus der Regierung war er unter anderem zwischen dem 6. März 1986 und dem 10. Februar 1992 Mitglied des Parlamentarischen Ständigen Ausschusses für öffentliche Arbeiten (Parliamentary Standing Committee on Public Works).

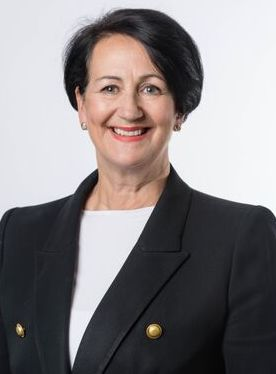
Die Liberal Party-Politikerin Vickie Chapman ist eine Tochter von Ted Chapman.

Ted Chapman war verheiratet und Vater von sieben Kindern, darunter die Liberal Party-Politikerin Vickie Chapman, die zwischen 2002 und 2022 ebenfalls Mitglied des South Australian House of Assembly, mehrmals Ministerin, zwischen 2006 und 2009 sowie erneut von 2013 bis 2021 als Deputy Leader of the South Australian Liberal Party stellvertretende Parteivorsitzende und außerdem zwischen 2018 und 2021 stellvertretende Premier von South Australia war.

## Hintergrundliteratur
- Parliament of South Australia: Statistical Record of the Legislature 1836–2007 (Memento vom 11. März 2019 im Internet Archive)